# Las Mesas, Querétaro Arteaga
Las Mesas är en ort i Mexiko.   Den ligger i kommunen Peñamiller och delstaten Querétaro Arteaga, i den centrala delen av landet, 200 km norr om huvudstaden Mexico City. Las Mesas ligger 1 865 meter över havet och antalet invånare är 175.
Terrängen runt Las Mesas är kuperad, och sluttar söderut. Runt Las Mesas är det ganska glesbefolkat, med 26 invånare per kvadratkilometer. Närmaste större samhälle är Villa Emiliano Zapata, 9,9 km söder om Las Mesas. Trakten runt Las Mesas består i huvudsak av gräsmarker.